# Пахомов, Григорий Фёдорович
Григорий Фёдорович Пахомов (1906—1945) — Гвардии сержант Рабоче-крестьянской Красной Армии, участник Великой Отечественной войны, Герой Советского Союза (1945).

## Биография
Григорий Пахомов родился в 1906 году в селе Ильинка Томской губернии (ныне — Боготольский район Красноярского края). После окончания школы работал трактористом. В 1941 году Пахомов был призван на службу в Рабоче-крестьянскую Красную Армию. С августа того же года — на фронтах Великой Отечественной войны.
К февралю 1945 года гвардии сержант Григорий Пахомов командовал отделением противотанковых ружей 27-го гвардейского кавалерийского полка 7-й гвардейской кавалерийской дивизии 1-го гвардейского кавалерийского корпуса 1-го Украинского фронта. Отличился во время освобождения Польши. 4 февраля 1945 года во время боя за освобождение города Лубовиц Пахомов лично подбил вражеский танк и бронетранспортёр. В критический момент боя Пахомов первым поднялся в атаку, увлекая за собой своих товарищей. В том бою он погиб.
Указом Президиума Верховного Совета СССР от 27 июня 1945 года гвардии сержант Григорий Пахомов посмертно был удостоен высокого звания Героя Советского Союза. Также был награждён орденами Ленина и Славы 3-й степени, рядом медалей.